# 冈兹维尔
冈兹维尔（法語：Ganzeville，法語發音：[ɡɑ̃zvil]）是法国滨海塞纳省的一个市镇，属于勒阿弗尔区。

## 地理
冈兹维尔（49°44'7"N, 0°24'42"E）面积3.96 平方千米，位于法国诺曼底大区滨海塞纳省，该省份为法国北部沿海省份，其西部及北部濒大西洋英吉利海峡，东起顺时针与索姆省、瓦兹省、厄尔省和卡爾瓦多斯省接壤。
与冈兹维尔接壤的市镇（或旧市镇、城区）包括：孔特勒穆兰、费康、图桑。

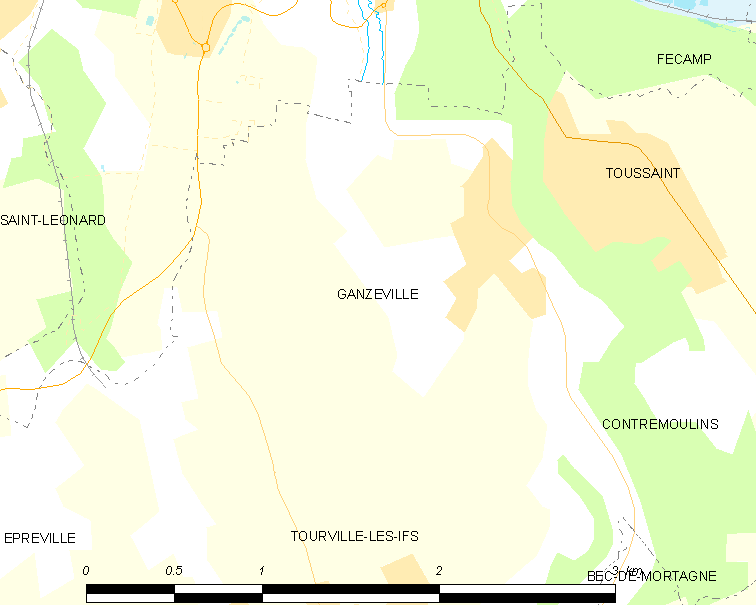
冈兹维尔的OSM定位图

冈兹维尔的时区为UTC+01:00、UTC+02:00（夏令时）。

## 行政
冈兹维尔的邮政编码为76400，INSEE市镇编码为76298。

## 政治
冈兹维尔所属的省级选区为费康县。

## 人口

1962-2008年间冈兹维尔人口变化图示

冈兹维尔于2022年1月1日时的人口数量为459人。